# 王様のお夜食
王様のお夜食（おうさまのおやしょく）は1999年4月3日から2004年10月2日まで、TBSで毎週土曜日（金曜日深夜）に放送されていたバラエティ番組である。全255回。

## 概要
- 毎週土曜日9:30-14:00に放送されている「王様のブランチ」（TBS系）のレポーターが出演。
- 前週の「王様のブランチ」で放送されたうちの1コーナー（週によりそれは異なる）を再度放送していた。
- 前回の「王様のブランチ」で卒業したレポーターがいた場合、番組内で卒業式が開かれた（ただし諸事情により開かれなかったこともある）。
- 2001年10月6日放送分までははしのえみがMCを務めていたが、翌10月13日からはジョーダンズなどの芸人が週替わりでMCとなった。
- 2004年3月27日放送分まではレポーターが全員出演していたが、同年4月3日-10月2日（最終回）についてはレポーターのうち2人が週替わりでMCとなり、他のレポーターはひな壇に座る形式に変わった。それとともに毎週ゲストが出演するようになった。

## 放送時間の変遷
| 期間      | 期間       | 放送時間（JST）             |
| --------- | ---------- | --------------------------- |
| 1999.4.3  | 2002.12.21 | 土曜1:55 - 3:20（金曜深夜） |
| 2003.1.11 | 2003.3.29  | 土曜1:25 - 2:50（金曜深夜） |
| 2003.4.5  | 2003.9.27  | 土曜1:35 - 2:40（金曜深夜） |
| 2003.10.3 | 2004.10.1  | 土曜1:45 - 2:50（金曜深夜） |

## 出演者
コメンテーター（MC）
- 石田靖・山崎邦正
- ジョーダンズ
- TIM
- Take2
- PaniCrew（ミュージシャン）

ブランチリポーター
- 赤嶺寿乃
- 阿部美穂子
- 雨宮朋絵
- 小川エリカ
- 金田美香
- 上良早紀
- 河合ふゆみ
- 川瀬良子
- 岸本ゆきえ
- 小林寛子（現：SatomI）
- 坂井ひろみ
- 坂下千里子
- 佐藤弥生
- 清水あき
- 白石みき
- 高橋のりえ
- 竹井美咲
- 田中恵理（現：たなかえり）
- 友田安紀
- 中越典子
- 新妻聖子
- 野仲美貴
- はしのえみ
- 細野由華
- 松田樹里
- 水野裕子
- 諸岡愛美
- 安めぐみ
- 山口あゆみ
- 山口日記（現：日記）
- 湯原麻利絵
- ゆりん

その他（映画関連）
- こはたあつこ
- 玉川美沙